# Aek Nabara (Batang Natal)
Aek Nabara is een bestuurslaag in het regentschap Mandailing Natal van de provincie Noord-Sumatra, Indonesië. Aek Nabara telt 460 inwoners (volkstelling 2010).